# Bob Myers
Robert Michael Myers (Monte Vista, 31 de março de 1975) é um treinador de basquetebol norte-americano e gerente-geral do Golden State Warriors da National Basketball Association (NBA). Em 2015 e em 2017, recebeu o NBA Executive of the Year.